# Sin-Decade
Sin-Decade è il quarto album in studio dei Pretty Maids, uscito nel 1992 per l'Etichetta discografica Epic Records.

## Tracce
Tutte le canzoni sono scritto da Ronnie Atkins e da Ken Hammer.
1. Running Out - 3:59
2. Who Said Money - 3:42
3. Nightmare In The Neighbourhood - 4:56
4. Sin-Decade - 4:32
5. Come On Tough, Come On Nasty - 3:11
6. Raise Your Flag - 3:47
7. Credit Card Lover - 4:04
8. Know It Ain't Easy - 4:03
9. Healing Touch - 4:01
10. In the Flesh - 3:23
11. Please Don't Leave Me (Sykes, Lynott) 5:15 (John Sykes Cover)

## Formazione
- Ronnie Atkins – voce
- Ken Hammer - chitarra
- Kenn Jackson - basso
- Michael Fast – batteria
- Alan Owen - tastiere
- Dominic Gale - tastiere